# Olováry
Olováry é um município da Eslováquia, situado no distrito de Veľký Krtíš, na região de Banská Bystrica. Tem 18,62 km² de área e sua população em 2018 foi estimada em 282 habitantes.

## Demografia
| Ano:        | 1994 | 2004   | 2014   | 2024    |
| ----------- | ---- | ------ | ------ | ------- |
| Broj ljudi: | 331  | 330    | 302    | 257     |
| Razlika:    |      | -0,30% | -8,48% | -14,90% |

| Ano:               | 2023 | 2024   |
| ------------------ | ---- | ------ |
| Número de pessoas: | 259  | 257    |
| Diferença:         |      | -0,77% |